# Repperda
Repperda este o arie protejată (arie specială de conservare — SAC, sit de importanță comunitară — SCI) din Suedia întinsă pe o suprafață de 53,8 ha, integral pe uscat.

## Localizare
Centrul sitului Repperda este situat la coordonatele 57°23′37″N 15°20′02″E / 57.3935°N 15.3338°E.

## Înființare
Situl Repperda a fost declarat sit de importanță comunitară în ianuarie 1998 pentru a proteja 1 specie de animale. Situl a fost protejat și ca arie specială de conservare în martie 2011.

## Biodiversitate
Situată în ecoregiunea boreală, aria protejată conține 5 habitate naturale: Pășuni din zone de pădure fino-scandinave, Formațiuni ierboase bogate în specii de Nardus, dezvoltate pe substraturi silicioase în zone montane (și în zone submontane, în Europa continentală), Pajiști fino-scandinave uscate până la mezice, bogate în specii de altitudine mică, Pajiști cu Molinia pe soluri calcaroase, turboase sau argilos-nămoloase (Molinion caeruleae), Păduri pe pante, grohotișuri și ravene de Tilio-Acerion.
La baza desemnării sitului se află o specie protejată de  nevertebrate: Osmoderma eremita.